# Ipeúna
Ipeúna é um município brasileiro do estado de São Paulo. Sua população estimada em 2024 era de 6.999 habitantes.

## História

### Formação territorial-administrativa
Histórico da formação do município:
- Distrito de Santa Cruz de Boa Vista, no município de Rio Claro, criado pela Lei nº 262, de 30 de abril de 1894.
- Denominação alterada para Ipojuca pela Lei nº 1.011, de 13 de outubro de 1906.
- Denominação alterada para Ipeúna pelo Decreto-Lei nº 14.334, de 30 de novembro de 1944.
- Município criado pela Lei nº 8.092, de 28 de dezembro de 1964.

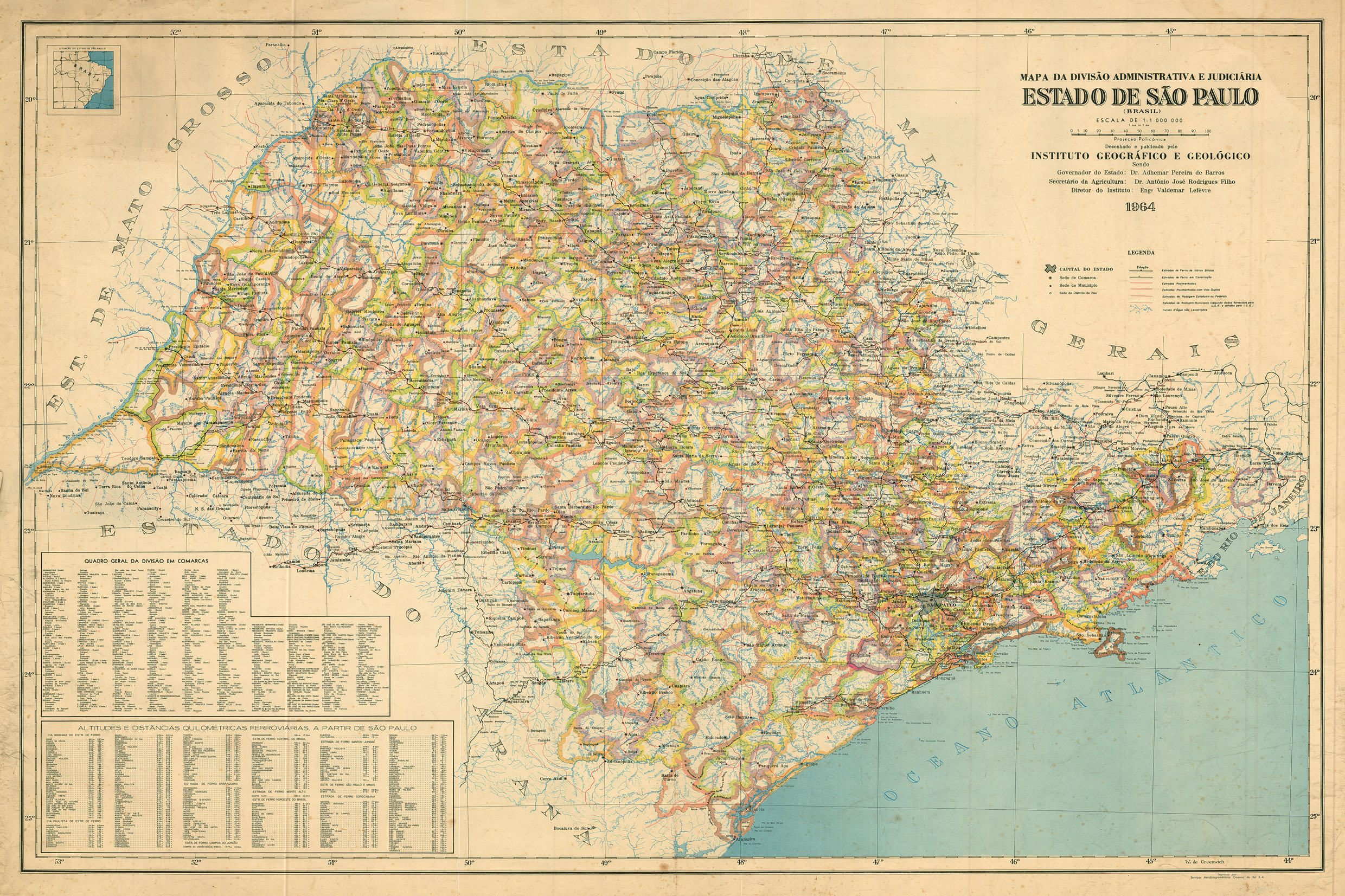
Estado de São Paulo (1964).

## Geografia
Localiza-se a uma latitude 22º26'09" sul e a uma longitude 47º43'08" oeste, estando a uma altitude de 635 metros. Possui uma área de 190,534 km².

### Hidrografia
- Rio Passa Cinco

### Rodovias
- SP-191

## Demografia

### População
| Crescimento populacional                             | Crescimento populacional | Crescimento populacional | Crescimento populacional |
| Ano                                                  | População Total          |                          | %±                       |
| ---------------------------------------------------- | ------------------------ | ------------------------ | ------------------------ |
| 1970                                                 | 2 097                    |                          | —                        |
| 1980                                                 | 1 854                    |                          | −11,6%                   |
| 1991                                                 | 2 698                    |                          | 45,5%                    |
| 2000                                                 | 4 340                    |                          | 60,9%                    |
| 2010                                                 | 6 016                    |                          | 38,6%                    |
| 2022                                                 | 6 831                    |                          | 13,5%                    |
| Est. 2024                                            | 6 999                    | [ 7 ]                    | 2,5%                     |
| Fontes: Censos Demográficos IBGE e Estimativas SEADE |                          |                          |                          |

### Dados demográficos
Dados do Censo - 2010
População total: 6.016
- Urbana: 3.446
- Rural: 894
  - Homens: 2.252
  - Mulheres: 2.088

Densidade demográfica (hab./km²): 22,78
Mortalidade infantil até 1 ano (por mil): 15,95
Expectativa de vida (anos): 71,17
Taxa de fecundidade (filhos por mulher): 2,46
Taxa de alfabetização: 90,33%
Índice de Desenvolvimento Humano (IDH-M): 0,786
- IDH-M Renda: 0,736
- IDH-M Longevidade: 0,770
- IDH-M Educação: 0,852

(Fonte: IPEADATA)

## Política e administração
- Prefeito: Maria Luisa Zanoni Prata(2025/2028)
- Vice-prefeito: José Antônio de Campos

## Economia

### Empresas
- Korin Agropecuária: Alimentação Saudável com produtos naturais
- IVI Ventilação Industrial: Fabricante de sistemas de iluminação e ventilação industrial.
- Edra Equipamentos Especiais: Fabricante de Cabinas de Auto-atendimento para bancos e painéis de publicidade com recurso de iluminação e de diversas faces.
- Scoda Aeronáutica: Empresa do ramo aeronáutico especializada na formação de pilotos, fabricação e montagem de aeronaves e helicópteros.
- Refrata: Cerâmicos Refratários.
- 9INJET-Indústria de Injeção de Peças Plásticas: Empresa especializada injeção de peças plásticas.

### Capital da Agricultura Natural
No dia 23 de dezembro de 2015, no Plenário da Câmara de Vereadores, o prefeito Ildebran Prata assinou a Lei 1.228, de 26 de novembro de 2015, que declara o município como Capital da Agricultura Natural. A Lei prevê a realização de projetos de capacitação da sociedade, que serão realizados com a experiência e respaldo da Fundação Mokiti Okada e da Korin Agropecuária, como: Horta na Escola, Incentivo aos agricultores da região e Hortas em Casa, todos utilizando o método da Agricultura Natural. Além disso, fica instituído no município, o dia 5 de maio de cada ano como o “Dia da Agricultura Natural”.

## Infraestrutura

### Comunicações
O sistema de telefones automáticos foi inaugurado na cidade em 1976 pela Telecomunicações de São Paulo (TELESP), que também implantou o sistema de discagem direta à distância (DDD) em 1988 com o código de área (0195).
Na década de 90 o código DDD da cidade foi alterado para (019), para padronização do sistema telefônico com a telefonia celular que estava sendo implantada em todo o estado.

## Religião
O Cristianismo se faz presente na cidade da seguinte forma:

### Igreja Católica
- A igreja faz parte da Diocese de Piracicaba.[16]

### Igrejas Evangélicas
Entre as igrejas protestantes históricas, pentecostais e neopentecostais, encontram-se na cidade:
- Assembleia de Deus Ministério do Belém.[18][19]
- Congregação Cristã no Brasil.[20]